# NGC 3828
NGC 3828 este o liner situată în constelația Leul. A fost descoperită în 28 martie 1886 de către Guillaume Bigourdan⁠(d).